# نيك ريتشاردز (مغني)
نيك ريتشاردز (بالإنجليزية: Nick Richards)‏ هو مغني بريطاني، ولد في 1960.

## وصلات خارجية
- نيك ريتشاردز على موقع ميوزك برينز (الإنجليزية)
- نيك ريتشاردز على موقع ديسكوغز (الإنجليزية)